# ASD CF Bardolino
Der ASD ASGM Verona CF ist ein Frauenfußballverein aus Bardolino am Gardasee, 30 km von Verona entfernt. Der Verein wurde 1995 gegründet und spielte bis 2022 in der Serie A. Die Vereinsfarben sind blau und gelb.

## Geschichte
Bereits zwei Jahre nach Vereinsgründung schaffte die Mannschaft den Aufstieg in die Serie A, die höchste Spielklasse im italienischen Frauenfußball. Seitdem platzierte sich die Mannschaft immer unter den ersten Drei der Liga. Mit dem italienischen Superpokal holte der Verein 2001 den ersten Titel. 2005 folgte die erste Meisterschaft. In der Saison 2006/07 gelang der bisher größte Triumph der Vereinsgeschichte. Mit 13 Punkten Vorsprung holte sich die Mannschaft die zweite Meisterschaft und holte auch noch den Pokal und den Superpokal. Im UEFA Women’s Cup erreichte Bardolino in der Saison 2007/08 als erste italienische Mannschaft das Halbfinale, wo die Elf auf den deutschen Meister 1. FFC Frankfurt traf, dort allerdings unterlag. Im September 2013 übernahm die Investment Gruppe Azienda Generale Servizi Municipali di Verona S.p.A. die Sponsorschaft, und der Verein wurde in ASD AGSM Verona CF umbenannt.

## Galerie

Logo des ASD CF Bardolino

## Stadion
Heimspielstätte war das Stadio Comunale Belvedere in Bardolino mit einer Kapazität von 1.000 Plätzen. Für das UEFA-Women’s-Cup-Halbfinale gegen Frankfurt wich der Verein in das Stadio Marcantonio Bentegodi in Verona aus. Seit der Saison 2010/11 werden alle nationalen Spiele im Stadio Aldo Olivieri in Verona ausgetragen, die internationalen weiterhin im benachbarten Stadio Bentegodi.

## Erfolge
- Italienische Meisterschaft: 2004/05, 2006/07, 2007/08, 2008/09
- Italienische Pokal: 2005/06, 2006/07, 2008/09
- Italienischer Superpokal: 2001, 2005, 2007, 2008